# Tudera
Tudera ist ein nordspanischer Weiler (pedanía) mit nur noch etwa 40 Einwohnern, der verwaltungsmäßig zur Gemeinde (municipio) Fariza in der Provinz Zamora in der Autonomen Gemeinschaft Kastilien-León gehört.

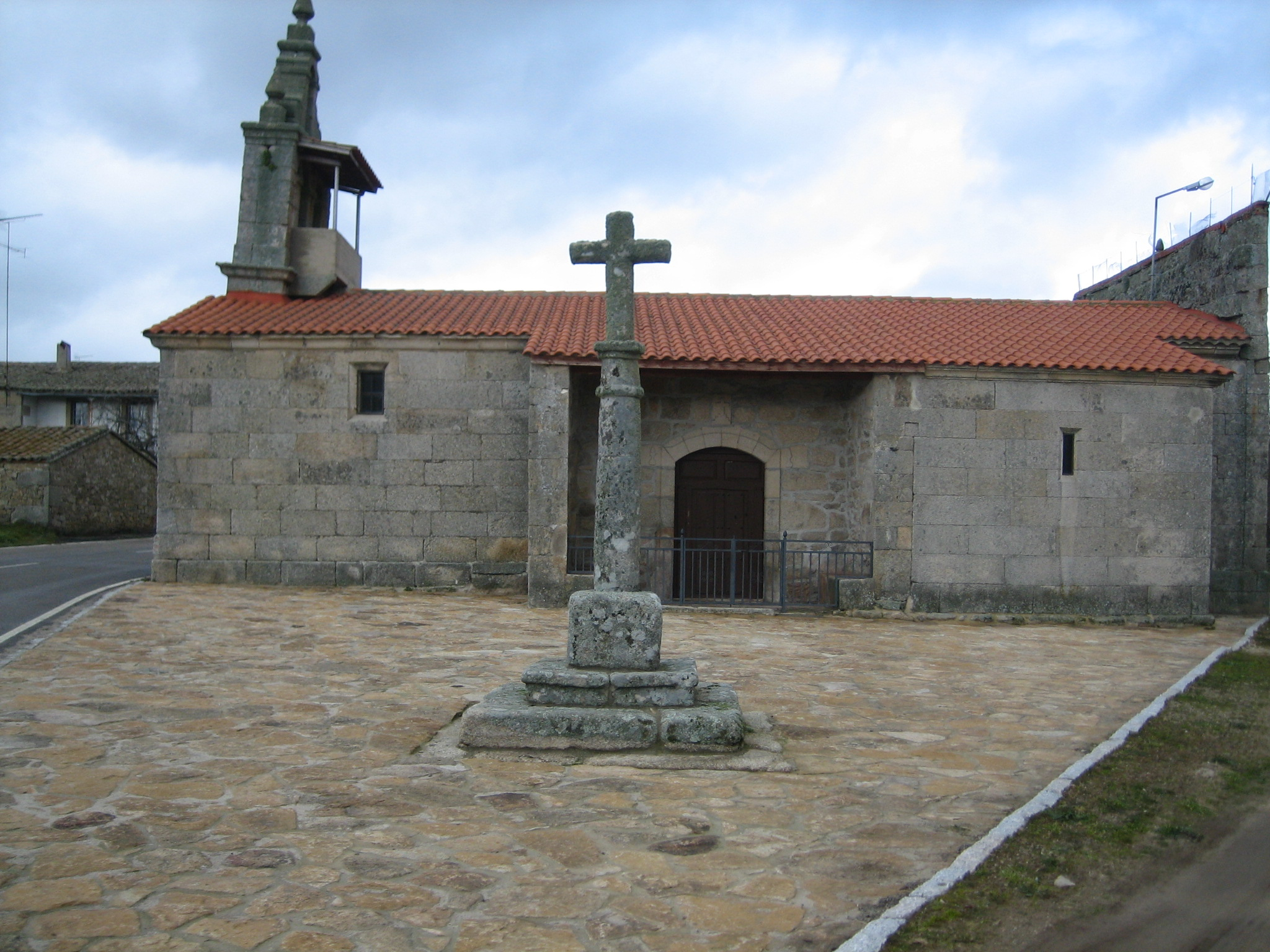
Ermita de Santa Bárbara y Santa Catalina

## Lage
Tudera liegt in einer Höhe von ca. 750 m am gleichnamigen Fluss in der felsigen, stellenweise auch sumpfigen Landschaft des Naturparks Arribes del Duero nahe der Grenze zu Portugal. Fariza, der Hauptort der Gemeinde, befindet sich etwa 6 km westlich; die Provinzhauptstadt Zamora ist etwa 50 km (Fahrtstrecke) in nordöstlicher Richtung entfernt.

## Bevölkerungsentwicklung
| Jahr      | 2000 | 2006 | 2020 |
| Einwohner | 168  | 67   | 41   |

Der Ort leidet wie viele andere in der Region unter einem anhaltenden Bevölkerungsschwund, der im Wesentlichen aus die Mechanisierung der Landwirtschaft und die Aufgabe von bäuerlichen Kleinbetrieben („Höfesterben“) zurückzuführen ist.

## Wirtschaft
Die Landwirtschaft, vor allem die Viehzucht, spielt traditionell die größte Rolle im Wirtschaftsleben der kleinen Berggemeinde. Einnahmen aus dem Tourismus in Form der Vermietung von leerstehenden Häusern als Ferienwohnungen (casas rurales) sind in den letzten Jahrzehnten hinzugekommen.

## Geschichte
Bis zur Mitte des 19. Jahrhunderts war Tudera eigenständig; dann wurde der Ort nach Fariza eingemeindet.

## Sehenswürdigkeiten
- Die Pfarrkirche des Dorfes (Ermita de Santa Bárbara y Santa Catalina) hat einen barocken Glockengiebel (espadaña); der Zutritt erfolgt über ein schmuckloses Südportal. Im Innern der Kirche befinden sich kleinere Freskenreste.
- Auf dem Platz davor steht ein einfaches Steinkreuz auf einem abgetreppten quadratischen Sockel und einem runden Schaft.
- Eine aufgrund ihres exakten Bogens und der Verwendung großer Steine als „Römerbrücke“ (puente romano) bezeichnete Brücke besteht aus einem mittleren Rundbogen und zwei seitlichen Durchlässen mit flachen Decksteinen. Sie steht etwa 100 m westlich der Pfarrkirche.
- Flussabwärts und flussaufwärts befindet sich je eine Steinplattenbrücke; diese halten auch stärkeren Hochwässern mit entsprechendem Gerölleintrag stand und müssen nur selten ausgebessert werden.
- Auf einer felsigen Anhöhe in den Außenbezirken des Ortes befindet sich die Ermita de San Cosme y San Damián.

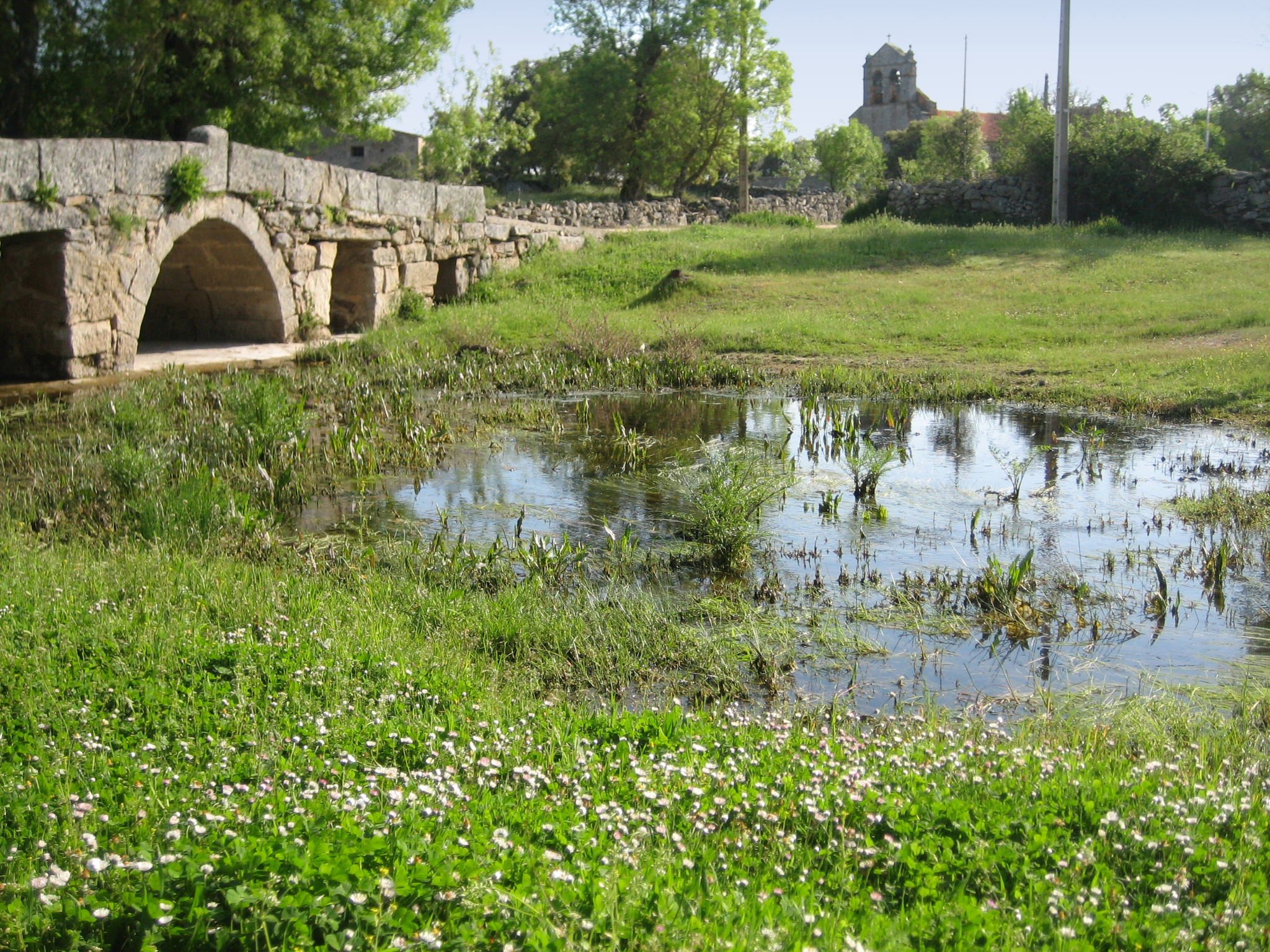
„Römerbrücke“ und Pfarrkirche
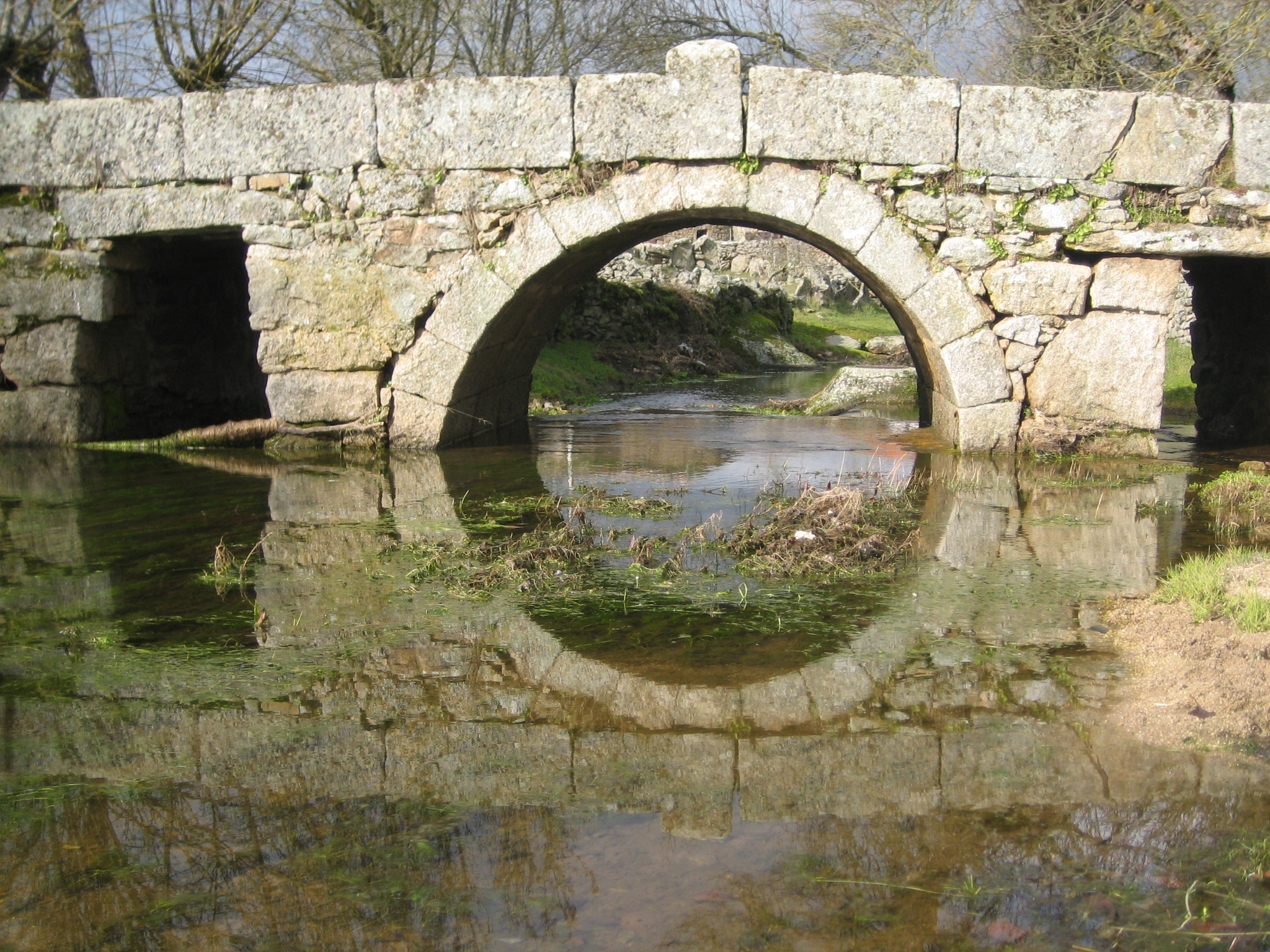
„Römerbrücke“
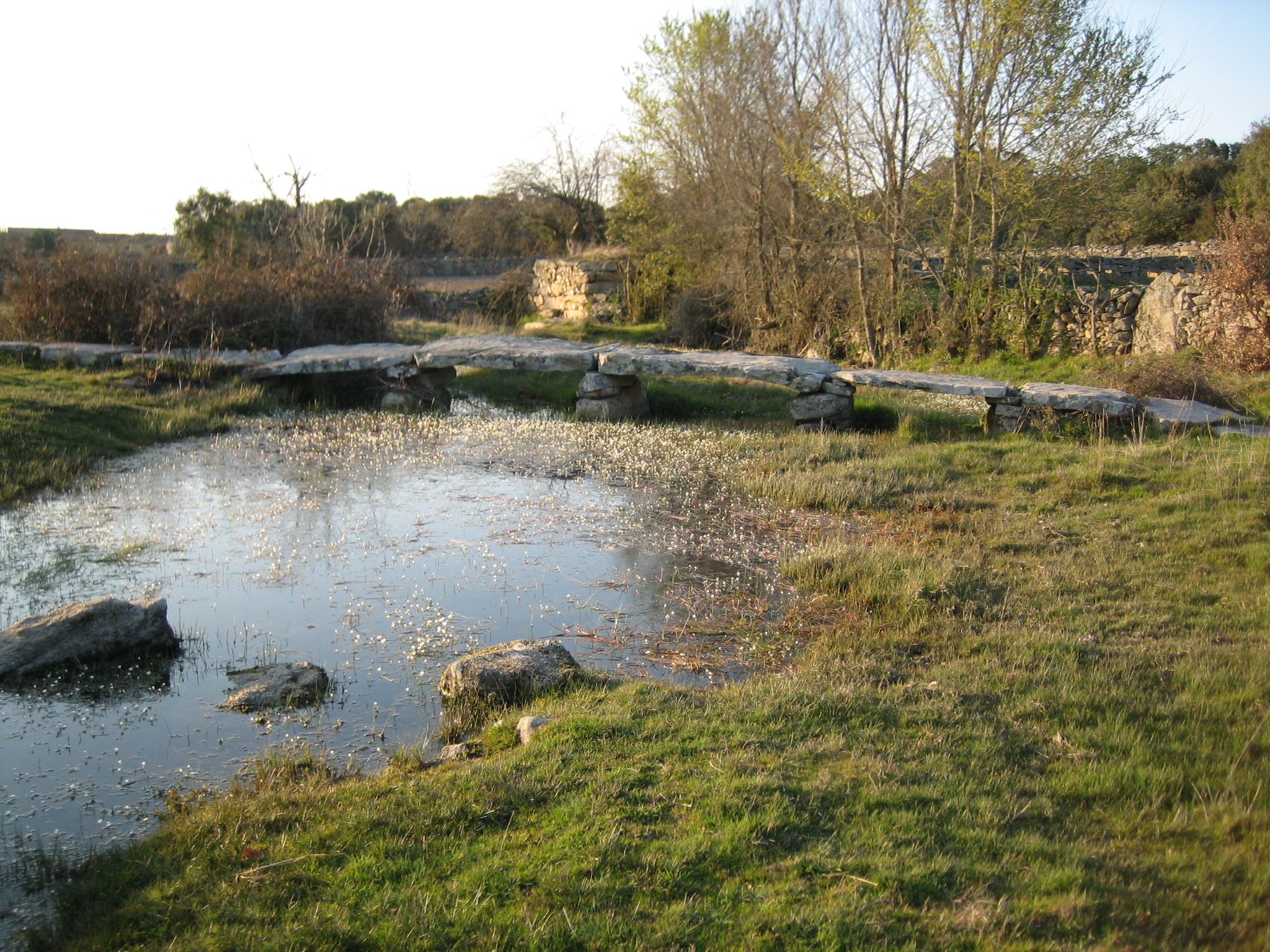
Trittsteinsteg